# Antiparalelan (biohemija)
U biohemiji, dva molekula su antiparalelna ako su locirani jedan pored drugog i usmereni u suprotnim pravcima, ili ako su dva lanca međusobno komplementarna.
Na primer, u DNK molekulu 5' ugljenik je lociran na vrhu vodećeg lanca, a 3' ugljenik je lociran na nižem delu komplementarnog lanca. Nukleotidi su slični i paralelni, ali oni idu u suprotnim pravcima, te se stoga nazivaju antiparalelnim. Antiparalelne DNK strukture su važne za replikaciju DNK zato što se vodeći lanac replcira u jednom smeru, a zaostajući u suprotnom. Tokom DNK replikacije vodeći niz se replicira kontinuirano, dok se zaostajući niz replicira u segmentima poznatim kao Okazakijevi fragmenti.